# Loano
Loano là một đô thị ở tỉnh Savona ở vùng Liguria của Ý, có khoảng cách khoảng 60 km về phía tây nam của Genoa và khoảng 30 km về phía tây nam của Savona. Tại thời điểm ngày 31 tháng 12 năm 2004, đô thị này có dân số 11.375 người và diện tích là 13.5 km².
Đô thị Loano có các frazione (đơn vị cấp dưới) Verzi.
Loano giáp các đô thị: Bardineto, Boissano, Borghetto Santo Spirito, và Pietra Ligure.